# Triebhalde
Die Triebhalde ist ein mit Verordnung vom 29. November 1993 durch das Regierungspräsidium Freiburg ausgewiesenes Naturschutzgebiet auf dem Gebiet der Stadt Mühlheim an der Donau.

## Lage
Das Naturschutzgebiet Triebhalde liegt nördlich von Mühlheim im Lippachtal, welches sich hier in die Oxfordschichten des Oberjuras eingeschnitten hat. Es gehört zum Naturraum Hohe Schwabenalb.

## Schutzzweck
Schutzzweck ist laut Schutzgebietsverordnung „die Erhaltung der Wacholderheide »Triebhalde« als Lebensraum für eine Vielzahl seltener und geschützter, auf offenes und extensiv genutztes Gelände angewiesener, wärme - und trockenheitsliebender Tiere und Pflanzen“ und „ein vom Menschen durch jahrhundertelange Nutzung geprägter Landschaftsteil mit Wacholderheiden, Magerrasen und landschaftsprägenden Einzelbäumen.“

## Landschaftscharakter
Die Triebhalde ist ein schmaler Wacholderheidenstreifen, der sich am Waldrand entlangzieht. Im Süden des Gebiets befindet sich ein Nadelmischwald.

## Zusammenhängende Schutzgebiete
Das Naturschutzgebiet Triebhalde grenzt im Süden an das Naturschutzgebiet Galgenberg. und im Westen an das Landschaftsschutzgebiet Donautal mit Bära- und Lippachtal. Es ist Bestandteil des FFH-Gebiets Großer Heuberg und Donautal sowie des Vogelschutzgebiets Südwestalb und Oberes Donautal und liegt im Naturpark Obere Donau.